# إريك بوخاييف
إريك جورجييفيتش بوخاييف (بالروسية :Эрик Георгиевич Пухаев ) (ولد 5 مايو 1957-) هو رئيس وزراء أوسيتيا الجنوبية منذ 16 مايو 2017 وحتى  29 أغسطس 2020.
درس في معهد جنوب أوسيتيا التربوي من 1977 إلى 1982 وأصبح مدرسًا للرياضيات والفيزياء، وفي عام 2005 تم ترشيحه كمدير للمعهد الإحصائي. شغل منصب نائب رئيس الوزراء من 2014 إلى 2017.

## حياته الشخصية
متزوج وله 3 أبناء 